# Otó de Lovaina
Otó de Lovaina (mort al voltant de 1040 ?) fou comte de Lovaina i Brussel·les del 1038 a vers el 1040 o 1041. Ell era el fill d'Enric I de Lovaina i Brussel·les i la seva muller de nom desconegut. La seva existència està en disputa.
D'acord amb les cròniques dels ducs de Brabant (segles XIV-XV), el seu successor fou el seu oncle Lambert II, però d'acord amb la Gudilae Vita (entre 1048-1051) Lambert II va succeir directament al seu germà Enric I de Lovaina.